# Rouairoux
Rouairoux – miejscowość i gmina we Francji, w regionie Oksytania, w departamencie Tarn.
Według danych na rok 1990 gminę zamieszkiwało 388 osób, a gęstość zaludnienia wynosiła 14 osób/km² (wśród 3020 gmin regionu Midi-Pireneje Rouairoux plasuje się na 685. miejscu pod względem liczby ludności, natomiast pod względem powierzchni na miejscu 347.).